# Balthasar Venator
Balthasar Venator (latinisiert aus Jäger) (* 1594 in Weingarten (Kraichgau); † 11. Februar 1664 in Meisenheim) war ein deutscher Späthumanist, neulateinischer Dichter und Satiriker. Zusammen mit anderen Dichtern wie beispielsweise dem früh verstorbenen Martin Opitz zählt er zum Heidelberger Dichterkreis und gilt als einer der Wegbereiter der deutschen Sprache in der Dichtkunst. Seine Erlebnisse während des Dreißigjährigen Krieges (1618–1648) veranlassten ihn zu drastischen Schilderungen, die zum Teil anonym gedruckt wurden. Die scharfsinnigen und zum Teil spitzzüngigen Schriften waren zu Lebzeiten überaus beliebt und wurden vielfach nachgedruckt. Dagegen wirken seine fabulösen und weit ausschweifenden Beschreibungen heute eher sperrig und finden nur wenige Leser. Auch einer seiner beiden Söhne trat sowohl beruflich – als ein Gesandter des Hofes – als auch dichterisch in seine Fußstapfen, erreichte aber nicht den Ruhm des Vaters.

## Leben
Venator wurde im damals kurpfälzischen Dorf Weingarten bei Bruchsal geboren. Der Sohn eines Christoph Jäger, nach anderen Quellen des damals in Weingarten amtierenden Pfarrers Laurentius Jäger in dessen Pfarrhaus zur Welt gekommen, wurde calvinistisch erzogen. Ab 1607 war es dem begabten Jungen dank eines Stipendiums möglich, das Neustädter Casimirianum-Gymnasium zu besuchen, das einen sehr guten Ruf genoss. Seine dichterische Begabung wurde früh erkannt. Rektor Johann Philipp Pareus belobigte sein Talent und ernannte den Jahrgangsbesten des Abschlussjahrgangs 1613 aus Vollmacht des Hofpfalzgrafen Johann Jacob Grasser (1579–1627) 1614 zum poeta laureatus. Am 25. Oktober 1613 schrieb er sich an der Universität Heidelberg ein und studierte zunächst an der Philosophischen Fakultät und 1616 als Alumnus des Sapienzkollegs die Fachrichtung Theologie. 1617 unterrichtete er an der Heidelberger Klosterschule und fand danach eine Anstellung als Secretarius am kurpfälzischen Hof. Venator war körperlich von kleiner Gestalt, Bücherliebhaber, gelehrt und belesen. Zutiefst bedauerte er, wenn Bibliotheken verdarben. Das Motto, das er einem Freund ins Stammbuch schrieb, lautete ψυχήζ ίατρόζ γράμματα (Literatur ist die Ärztin der Seele).
Während seiner Heidelberger Zeit erwarb sich Venator wichtige Kontakte. Mit dem Geschichtsprofessor und Bibliothekar Jan Gruter verband ihn eine herzliche Freundschaft, 1618 empfahl ihn der kurpfälzische Geheime Rat Johann Joachim von Rusdorff (1589–1640) mit rühmenden Worten, später wurde er von dem kurpfälzischen Oberrat und Mittelpunkt der Heidelberger Gelehrtenrepublik Georg Michael Lingelsheim wesentlich gefördert. Venator gehörte zusammen mit seinen Freunden Julius Wilhelm Zincgref und Martin Opitz zum Heidelberger Dichterkreis. Die jungen Dichter setzten sich insbesondere für den Gebrauch der deutschen Sprache in der Dichtkunst ein.

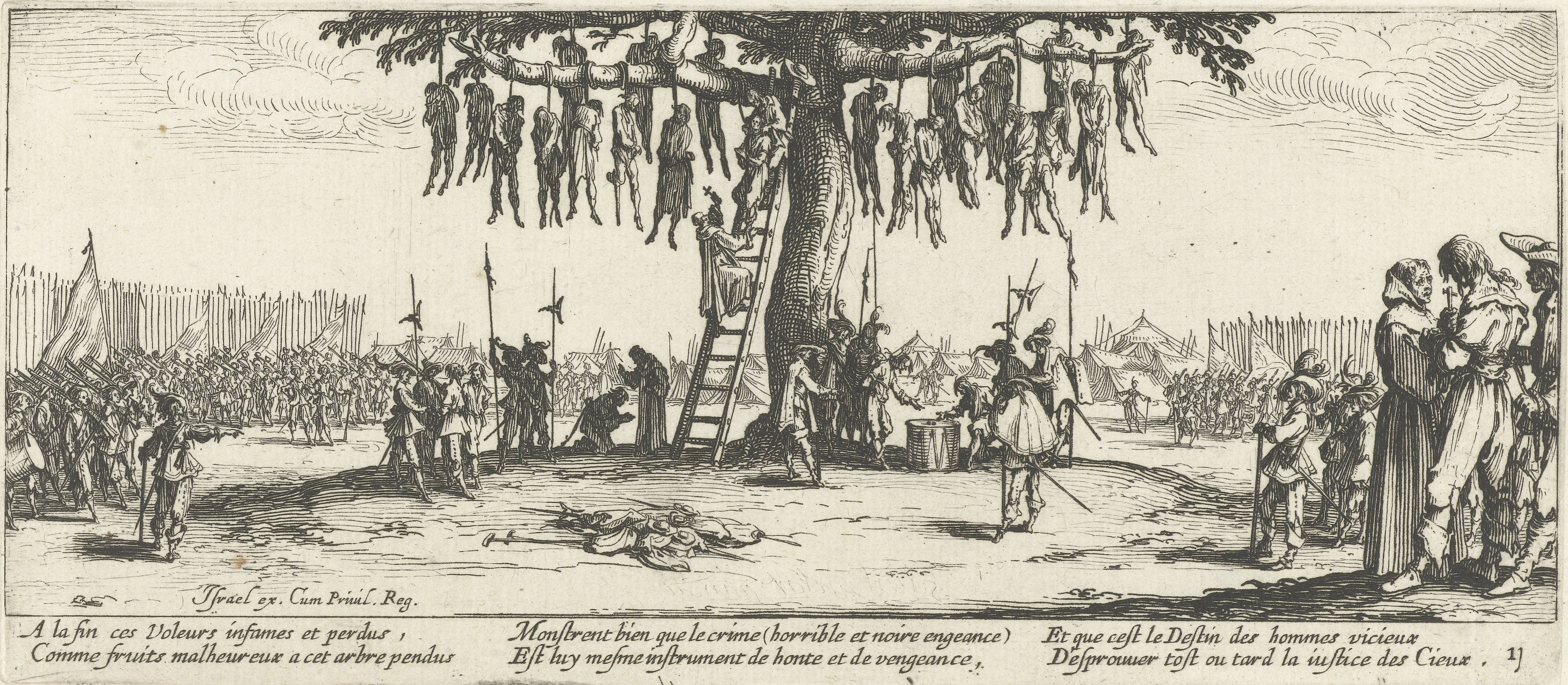
Der Galgenbaum. Mord und Gewalt aus Jacques Callots Zyklus Les Misères et les Malheurs de la guerre (1633)

Der Dreißigjährige Krieg griff indessen von Böhmen auf die Kurpfalz über. Die Einnahme Heidelbergs und der Zusammenbruch des kurpfälzischen Staatswesens im Herbst 1622 ruinierten Venators Lebensgrundlage. Seine Ausbildung als reformierter Theologe wurde völlig wertlos. Wie er selbst in der Widmung des Panegyricus rückblickend schreibt, erlitt er Gefangennahme und Kerkerhaft, wurde am Leben bedroht und musste Hunger leiden und sich zeitweise als Soldat anwerben lassen. Seine beiden Eltern starben im gleichen Jahr in der Fremde, aus Gram über die Niederbrennung von Weingarten, wie er sagt. Es begann eine unruhige Phase im Leben des jungen Mannes. In Heidelberg wie in Weingarten war kein Verdienst und kein Bleiben möglich. In Weingarten wurden ein katholischer Pfarrer und ein katholischer Schultheiß eingesetzt, über die er 1624 zwei lateinische Spottverse dichtete. Bei dem Medizinprofessor und Leibarzt Friedrichs V. Peter de Spina durfte er sich 1624 einmal satt essen. Aus seiner prekären Lage erlöste ihn Lingelsheim, der im Exil in seiner Vaterstadt Straßburg lebte und ihn von 1624 bis 1628 als Hauslehrer für seine Söhne annahm. Venator begann in Straßburg 1624 ein Jurastudium und ließ 1625 seine ersten selbstständigen Drucke erscheinen. 1628 erlangte er auf Empfehlung Matthias Berneggers eine Hauslehrerstelle in Tübingen bei Marcus von Rechlingen (auch Rehlingen). Weitläufige Kavaliersreisen seiner Zöglinge führten Venator in die Schweiz und nach Frankreich. Dort erlernte er die französische Sprache und wusste sich recht bald auch gewandt darin auszudrücken. Im Herbst 1631 erging an ihn ein Ruf als Erzieher des Erbprinzen Friedrich von Pfalz-Zweibrücken, den er von 1631 bis 1634 auf einer ausgedehnten Bildungsreise begleitete, erneut durch die Schweiz, Frankreich und die Spanischen Niederlande. Venator verblieb bis an sein Lebensende im Dienst der Zweibrücker Herzöge.

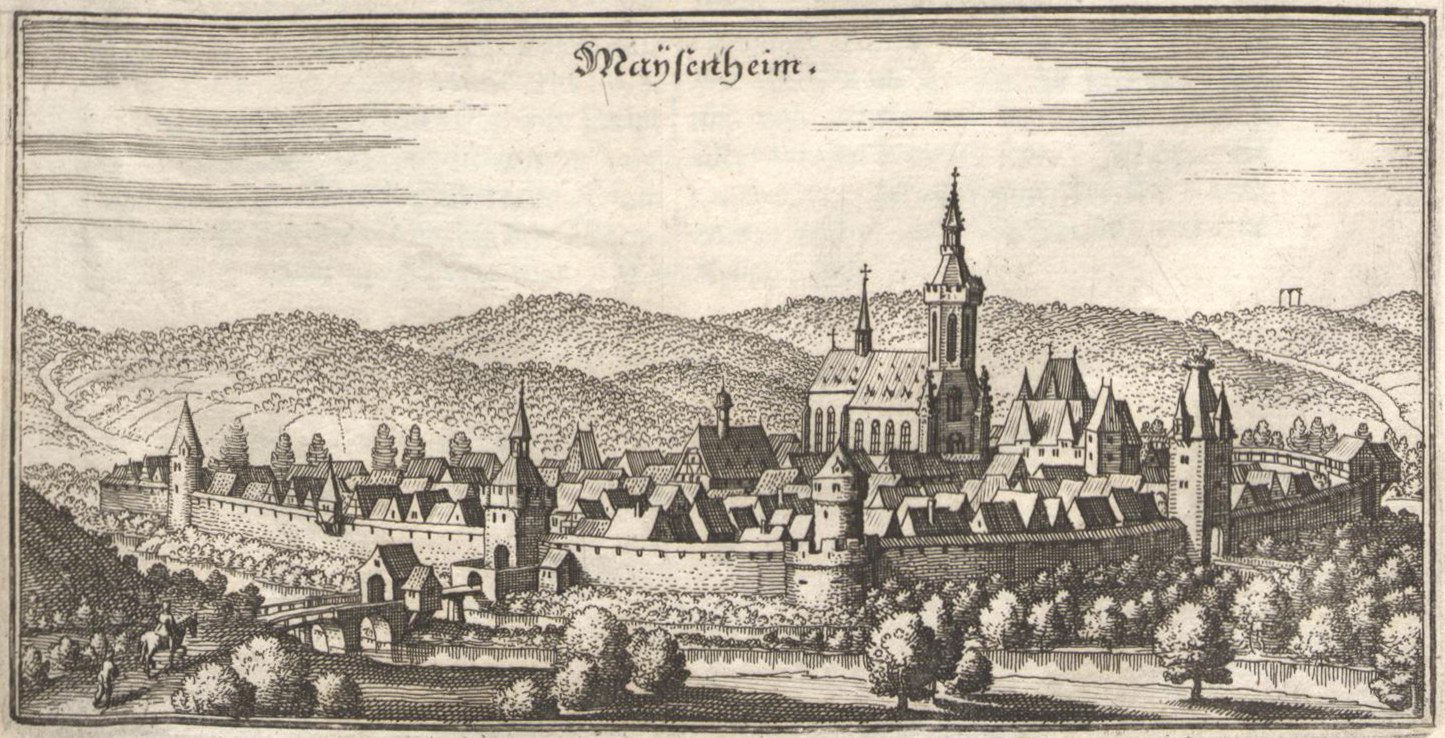
Meisenheim um 1645 mit der Schlosskirche, in der Venator begraben wurde

Im Juni 1635 heiratete Venator, nun Regiments-Auditor, in Zweibrücken Maria Katharina, die Tochter des ehemaligen sponheimischen Amtmanns in Herrstein Christoph Frankengrüner. Noch im selben Jahr brach mit der Einnahme Zweibrückens durch den kaiserlichen General Gallas auch das Pfalz-Zweibrückische Staatswesen zusammen und es begann eine gnadenlose Ausplünderung von Stadt und Umland; der Großteil der Bevölkerung fiel über die nächsten Jahre Krieg, Hunger und Pest zum Opfer. Venator gelangte schließlich mit den Resten des Hofes in die zweibrückische Nebenresidenz Meisenheim und hatte dort ab 1639 die Position eines Landschreibers inne. 1642 oder 1643 wurde er zu einer Mission nach Zürich geschickt, im Sommer 1644 hielt sich er als Gesandter bei Herzog Wolfgang Wilhelm von Pfalz-Neuburg in Düsseldorf auf, nachdem er dort bereits im Winter 1633/34 für ein halbes Jahr gewesen war. 1646 wurde er zum Hofrat befördert und fand sich schließlich als Amtsverweser in Meisenheim, womit er das höchst mögliche Amt außerhalb der Residenzstadt, das ein Bürgerlicher erringen konnte, bekleidete. Er wurde in der Meisenheimer Schlosskirche begraben. Die Witwe überlebte ihn um zwanzig Jahre. Aus der Ehe entsprossen zwei Söhne und drei Töchter, die geachtete Stellungen erreichen oder ansehnlich einheiraten konnten.

## Werk
Neben seiner beruflichen Tätigkeit wirkte Venator auch als neulateinischer Dichter und Autor, dessen Werke wegen ihrer Formvollendung gerühmt werden. Die im Jahr 2001 erschienene Werkausgabe umfasst 35 Schriften und 108 Briefe. 14 Briefe bewahrt die Pfälzische Landesbibliothek Speyer. Sein bekanntestes Werk ist der Panegyricus Iano Gruteri (1630), der lobende Nachruf auf seinen ehemaligen Professor Jan Gruter, der exemplarisch das Leben eines Humanisten beschreibt und zwischen 1630 und 1707 insgesamt siebenmal aufgelegt wurde. Die Schrift verdankt ihre Beliebtheit zum Teil der Bekanntheit Gruters, hauptsächlich aber der geschliffenen Sprache und der ausschweifenden gelehrten Exkurse in die griechische und lateinische Vorstellungswelt; Venator hatte dem Drucker 20 Druckbögen füllen müssen, viel mehr, als er über Gruters eigentliches Leben wusste. In dieser Schrift ist auch die Vita von Gruters Mutter Catherine Tishem überliefert, deren Gelehrsamkeit Venator besonders hervorhebt.
Venators Jugendgedichte, Widmungstexte und Memorialschriften wie auch seine Briefe sind fast ausschließlich in Latein verfasst. Mit der „Klagschrifft vber den Tödlichen Hintrit deß Edlen Teutschen Helden Michaels von Obentraut“ (1625) versuchte er sich in seiner Straßburger Zeit in deutscher Heldendichtung und sprach sich im Panegyricus Iano Gruteri für den Gebrauch der deutschen Sprache und ihrer Schwestersprachen in der Dichtkunst aus.
Venator ist zudem ein wichtiger Zeitzeuge der Geschichte der Pfalz während des Dreißigjährigen Krieges, den er von Anfang bis Ende miterlebte und mehrfach beschrieb. Die Vita Petri de Spina (1625) und der bereits genannte Panegyricus Iano Gruteri (1630) enthalten in Lebensläufe eingebettete Schilderungen über die Kriegsschicksale seines Heimatdorfes Weingarten und der Städte Bretten und Heidelberg, die Lobrede auf seinen Zögling Herzog Friedrich von Pfalz-Zweibrücken zu dessen 40. Geburtstag (1656) liefert einen Beitrag zur Biografie des Fürsten. Die anonym erschienenen und mehrfach nachgedruckten Pictura loquens (1632) sind ein satirischer Beitrag, in dem die Haupthandelnden des Dreißigjährigen Krieges ihre Gedanken offenbaren, dabei kommen die Katholiken deutlich schlechter weg als die Protestanten.
Sein lateinisches Gedicht Donarium in nova Tigurinorum bibliotheca suspendendum schrieb er im Juni 1643 in Meisenheim nach einem Besuch in Zürich. In 33 Distichen lobt er die 1629 gegründete Bürgerbibliothek Zürich (Vorläuferin der Stadtbibliothek Zürich), rühmt ihre geschickte Einrichtung in der Wasserkirche – damals Insel in der Limmat – und fordert dazu auf, neben der Kriegskunst und dem Schanzenbau auch die Wissenschaften zu pflegen angesichts des seit 1618 herrschenden Krieges und der menschlichen und kulturellen Verluste. Ausführlich beschreibt er seine Erinnerung an den Raub der berühmten pfälzischen Bibliothek Bibliotheca Palatina Heidelberg im Jahr 1623. Das Gedicht wurde vom Zürcher Gelegenheitsdichter Johann Wilhelm Simler in deutsche Verse (Alexandriner) übersetzt und unter dem Titel Arte et Marte, Durch Wissenschaft und Waffen – dem Wahlspruch der damaligen Zürcher Bibliothek – als Neujahrsblatt für die Jugend 1661 in einem Einblattdruck gedruckt und mit einer Radierung von Conrad Meyer (1618–1689) versehen. Zur 250-Jahr-Feier der Gründung publizierte die Zentralbibliothek Zürich 1979 einen Nachdruck.
Weiterhin bemerkenswert sind zwei bedrückende Schilderungen über das Schicksal von Stadt und Herzogtum Zweibrücken nach der Einnahme der Stadt 1635, einmal die Epistola de calamitatibus Ducatus Bipontini an den calvinistischen polnischen Grafen Andrzej Leszczyński (1637), dann die Civitatis Bipontinae quaerimonia, die Klage der Zweibrücker Bürgerschaft gegen eine maßlose Geldforderung des Obristen Pallant zu Moriamé (1649). Venator schildert, wie gnadenlos die Verwüstungen und Gewaltexzesse durch die Soldateska für die Bevölkerung während der Besatzungszeit waren; schonungslos detailliert beschreibt er Folterungen und Fälle von Kannibalismus. Diese Schriften dürfen jedoch nicht unkritisch gelesen werden, weil es sich dabei um ein Mittel der psychologischen Kriegsführung bzw. im zweiten Fall der publizistischen Einflussnahme handeln könnte.
Als Alterswerk Venators erschienen zwei anonyme satirische Erzählungen in deutscher Sprache, beeinflusst durch Johann Michael Moscherosch, mit dem Venator 1650 korrespondierte. Das 1656 in Zweibrücken mit fingiertem Druckvermerk ans Licht gegebene Traumbild „Seltzame Traum-Geschicht Von Dir und Mir“ zeigt mit barocker Fabulierlust die Zustände an einem Hof auf, wohl auf den Zweibrücker Hof gemünzt, doch den Lesern aus anderen Gegenden vertraut. Vier Jahre später erschien die „Kurtze und Kurtzweilige Beschreibung der zuvor unerhörten Reise, Welche Herr Bilgram von Hohen Wandern ohnlängsten in der neue Ober-Welt des Monds gethan“, in der ebenfalls ein Traum benutzt wird, um durch Standpunktverschiebung zum Utopischen Missstände in Politik und Kirche beschreiben zu können. Der Blick wird von außen, in diesem Falle von neugierigen und vernünftigen Mondbewohnern, auf die Heimat gerichtet, was dem Anliegen der Kritik die Schärfe nimmt. Beide Gesellschaftssatiren waren sehr beliebt und weit verbreitet und wurden zwischen 1656 und 1667 vielfach nachgedruckt. Unter falscher Flagge, nämlich als Jugendwerk Grimmelshausens wurden sie – aus welchen Gründen auch immer – vom Verleger 1684 in die erste Werkausgabe Grimmelshausens aufgenommen und lange dafür gehalten. Erst 1924 wurde nach umfangreichen wissenschaftlichen Untersuchungen der richtige Autor bekannt.
Einer der Söhne – die Angaben schwanken zwischen dem älteren Sohn Friedrich und dem jüngeren Sohn Balthasar Venator junior – setzte als kurpfälzischer Gesandter am Immerwährenden Reichstag die väterliche Tradition fort und ließ von 1669 bis 1673 anonym und ohne Druckort die siebenbändige Schriftenreihe Ominosa rerum series erscheinen, die in nicht verletzender Form die Personen und Verhandlungen des Reichstags karikiert. Zedler würdigt sie als „nette und sinnreiche satirische Schriften“. Der siebte Band enthält – in anonymisierter Form – auch eine Neuausgabe der beiden Zweibrücken betreffenden Schriften Balthasar Venators senior.

### Liste der Werke
- Klagschrifft vber den Tödlichen Hintrit deß Edlen Teutschen Helden Michaels von Obentraut (1625)
- Vita Petri de Spina (1625)
- Panegyricus Iano Gruteri (1630)
- Pictura loquens (1632)
- Epistola de calamitatibus Ducatus Bipontini (1637)
- Epistola ad Andream Comitem de Lesno (1638)
- Civitatis Bipontinae quaerimonia de debito non debito (1649)
- Seltzame Traum-Geschicht Von Dir und Mir (1656)
- Kurtze und Kurtzweilige Beschreibung der zuvor unerhörten Reise, Welche Herr Bilgram von Hohen Wandern ohnlängsten in der neue Ober-Welt des Monds gethan (1660)

### Werkausgaben
- Gesammelte Schriften, hrsg. von Georg Burkard, Johannes Schöndorf. Manutius-Verlag, Heidelberg 2001, ISBN 3-934877-02-8.